# 大津祐樹
大津 祐樹（おおつ ゆうき、1990年3月24日 - ）は、茨城県水戸市出身の元プロサッカー選手、会社経営者。現役時代のポジションはフォワード、ミッドフィールダー。元日本代表。
株式会社ASSIST代表取締役社長。

## 来歴

### プロ入り前
兄の影響で小学校3年生の時にサッカーを始めた。新荘常磐SSSと水戸市立堀原小学校のスポーツ少年団の両方に所属しており、後に練習強度が強い新荘常磐SSSに移籍した。進学した成立学園高校卒業後は大学進学を考えていたが、柏レイソルと練習試合を行った際に当時のスカウト鈴木康仁の目に留まり、熱烈な勧誘を受けて柏へ入団することを決めた。

### クラブ

#### 柏レイソル
加入直後の2008年2月、フランサ、北嶋秀朗、李忠成といったフォワード陣が相次いで離脱したことから、プレシーズンマッチのちばぎんカップでいきなりスターティングメンバーに抜擢される。翌年も、J1クラブから届いたオファーを全て断り柏に残留したが、筋肉系の負傷が続き、9月にはネルシーニョ監督の意向もあって約1ヶ月間ブラジルのサンパウロに渡り、怪我の治療と再発防止のための肉体強化に専念した。J1に復帰した2011年は開幕からレギュラーに復帰し、7月までにリーグ戦10試合に出場した。

#### ボルシアMG

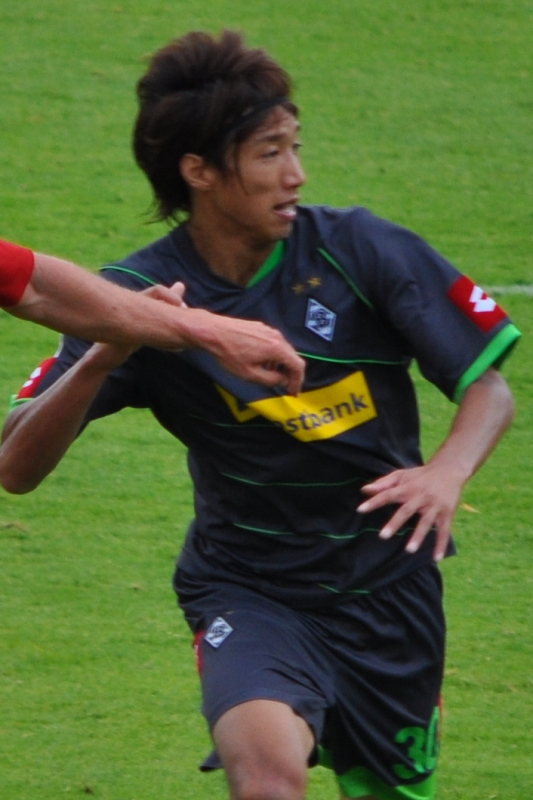
ボルシアMG時代（2011年）

2011年7月、ドイツ・ブンデスリーガのボルシア・メンヒェングラートバッハへ移籍。レギオナルリーガ（4部）のリザーブチームでプレーした後、同年10月22日の第10節TSG1899ホッフェンハイム戦で後半39分から途中出場し、ブンデスリーガデビューを果たした。しかし、マルコ・ロイス、フアン・アランゴ、パトリック・ヘアマンといった層の厚い攻撃陣に割って入ることはできず、リーグ戦では3試合、計31分の出場に留まった。

#### VVVフェンロ
2012年8月、出場機会を求めてオランダ・エールディヴィジのVVVフェンローへ移籍。同年9月15日、第5節NECナイメヘン戦で移籍後初出場を果たした。10月21日の第9節フェイエノールト戦では初めてスターティングメンバーに入り、アシストを記録。12月9日の第16節フィテッセ戦で初ゴールを決めた。同年はリーグ戦22試合に出場したが、チームは昇降格プレーオフで敗退し、5季ぶりのエールステ・ディヴィジ（2部）降格が決まった。
2013-14シーズンもチームに残留し、かつて本田圭佑やカレン・ロバートが着けていた背番号「10」を引き継いだが、2013年12月15日の第21節MVVマーストリヒト戦で右足アキレス腱断裂の重傷を負い、シーズンの残り全試合を欠場した。
2014-15シーズン、2014年8月22日の第3節デ・フラーフスハップ戦で250日ぶりの公式戦復帰を果たした。

#### 柏レイソル復帰
VVVフェンロが財政難に陥ったこともあり、2014年12月12日、古巣の柏レイソルに復帰することが発表された。背番号はオランダ時代と同じ「10」に決まったが、柏で日本人選手が10番を背負うのは2003年の大野敏隆以来、12年ぶりとなった。
2015年は脚の違和感によりキャンプから別メニュー調整が続き、スターティングメンバーに復帰した矢先の1stステージ第16節名古屋グランパス戦で左膝後十字靭帯を損傷するなど怪我に苦しんだものの、10月24日の2ndステージ第15節清水エスパルス戦で日本復帰後初ゴールを決めた。
2017年4月16日、第7節のヴィッセル神戸戦では今季初得点を決めて首位を撃破に貢献した。

#### 横浜F・マリノス
2018年シーズン、横浜F・マリノスへ完全移籍。マリノスでは、1年目以降はベンチスタートが増えたものの、試合外でもチームを支え、2019年のリーグ優勝に貢献。また、マリノスが新グッズ「#すべてはマリノスのために タオルマフラー」を発売予告するも、チームカラーである赤・白・青のトリコロールが無かったためファンから声が上がり、その声に大津が答えグッズにトリコロールが入る出来事があった。

#### ジュビロ磐田
2021年シーズン、ジュビロ磐田へ完全移籍。背番号はインパクトのある番号が好きということと、攻撃的な選手としては珍しいということもあって空き番号の中から「4」を選んだ。3月21日、京都サンガF.C.戦で移籍後初ゴールを決めた。第17節のギラヴァンツ北九州戦からスタメンに定着し、自身キャリアタイ記録となるシーズン6得点を決めて、J2優勝とJ1昇格に貢献した。
2022年シーズンは背番号を｢4｣から｢11｣を背負うことになった。
2023年1月7日の午前7時7分にジュビロ磐田での契約更新を発表。
そして、同シーズンから背番号を｢11｣から｢77｣に変更した。同年12月25日、クラブとの契約は残っているものの現役引退することが発表された。

### 日本代表
2011年3月26日の親善試合ウズベキスタン戦でU-22日本代表に初招集され、同年11月のロンドン五輪アジア最終予選ではバーレーン戦、シリア戦で2試合連続ゴールを挙げた。翌年の本大会でもグループリーグ第1戦スペイン戦で扇原貴宏のコーナーキックから決勝ゴールを挙げたほか、準々決勝エジプト戦、準決勝メキシコ戦で各1得点を記録し、チームトップの3得点を挙げる活躍でベスト4進出に貢献した。
2013年2月6日、キリンチャレンジカップ・ラトビア戦で国際Aマッチ初出場を果たした。

## 私生活
- 2018年1月5日、久冨慶子（テレビ朝日アナウンサー）と元日に結婚したことを発表した[36]。
- 2019年9月20日、酒井宏樹と共に 株式会社ASSIST 設立。同時に代表取締役社長に就任。『FootballAssist』プロ  ジェクト始動。
- 2021年2月、第一子長男誕生[37][38]。
- 2022年2月14日、スペインのスポーツブランド『KELME』の取締役に就任[39]。
- 2024年1月10日、腕時計販売専門店「株式会社コミット」の取締役に就任[40][41]。

## 所属クラブ
- 1998年 - 2001年 新荘常磐SSS（水戸市立堀原小学校）
- 2002年 - 2004年 鹿島アントラーズノルテジュニアユース／malvaサッカースクール水戸校（水戸市立第五中学校）
- 2005年 - 2008年 成立学園高等学校
- 2008年 - 2011年7月 柏レイソル
- 2011年7月 - 2012年8月 ボルシア・メンヒェングラートバッハ
- 2012年8月 - 2014年 VVVフェンロー
- 2015年 - 2017年 柏レイソル
- 2018年 - 2020年 横浜F・マリノス
- 2021年 - 2023年 ジュビロ磐田

## 個人成績
| 国内大会個人成績 | 国内大会個人成績 | 国内大会個人成績 | 国内大会個人成績 | 国内大会個人成績 | 国内大会個人成績 | 国内大会個人成績 | 国内大会個人成績 | 国内大会個人成績 | 国内大会個人成績 | 国内大会個人成績 | 国内大会個人成績 |
| 年度             | クラブ           | 背番号           | リーグ           | リーグ戦         | リーグ戦         | リーグ杯         | リーグ杯         | オープン杯       | オープン杯       | 期間通算         | 期間通算         |
| 年度             | クラブ           | 背番号           | リーグ           | 出場             | 得点             | 出場             | 得点             | 出場             | 得点             | 出場             | 得点             |
| 日本             | 日本             | 日本             | 日本             | リーグ戦         | リーグ戦         | リーグ杯         | リーグ杯         | 天皇杯           | 天皇杯           | 期間通算         | 期間通算         |
| ---------------- | ---------------- | ---------------- | ---------------- | ---------------- | ---------------- | ---------------- | ---------------- | ---------------- | ---------------- | ---------------- | ---------------- |
| 2008             | 柏               | 27               | J1               | 14               | 0                | 3                | 0                | 1                | 0                | 18               | 0                |
| 2009             | 柏               | 27               | J1               | 33               | 6                | 5                | 2                | 1                | 0                | 39               | 8                |
| 2010             | 柏               | 14               | J2               | 9                | 1                | -                | -                | 1                | 0                | 10               | 1                |
| 2011             | 柏               | 14               | J1               | 10               | 0                | 1                | 0                | -                | -                | 11               | 0                |
| ドイツ           | ドイツ           | ドイツ           | ドイツ           | リーグ戦         | リーグ戦         | リーグ杯         | リーグ杯         | DFBポカール      | DFBポカール      | 期間通算         | 期間通算         |
| 2011-12          | ボルシアMG       | 23               | ブンデス1部      | 3                | 0                | -                | -                | 1                | 0                | 4                | 0                |
| オランダ         | オランダ         | オランダ         | オランダ         | リーグ戦         | リーグ戦         | リーグ杯         | リーグ杯         | KNVBカップ       | KNVBカップ       | 期間通算         | 期間通算         |
| 2012-13          | VVV              | 17               | オランダ1部      | 22               | 1                | -                | -                | 1                | 0                | 23               | 1                |
| 2013-14          | VVV              | 10               | オランダ2部      | 20               | 4                | -                | -                | 2                | 0                | 22               | 4                |
| 2014-15          | VVV              | 10               | オランダ2部      | 8                | 1                | -                | -                | 1                | 0                | 9                | 1                |
| 日本             | 日本             | 日本             | 日本             | リーグ戦         | リーグ戦         | リーグ杯         | リーグ杯         | 天皇杯           | 天皇杯           | 期間通算         | 期間通算         |
| 2015             | 柏               | 10               | J1               | 14               | 1                | 2                | 0                | 2                | 0                | 18               | 1                |
| 2016             | 柏               | 10               | J1               | 19               | 1                | 4                | 0                | 3                | 2                | 26               | 3                |
| 2017             | 柏               | 10               | J1               | 16               | 1                | 3                | 0                | 4                | 0                | 23               | 1                |
| 2018             | 横浜FM           | 9                | J1               | 25               | 1                | 9                | 2                | 2                | 0                | 36               | 3                |
| 2019             | 横浜FM           | 7                | J1               | 23               | 0                | 6                | 2                | 2                | 1                | 31               | 3                |
| 2020             | 横浜FM           | 7                | J1               | 12               | 0                | 0                | 0                | -                | -                | 12               | 0                |
| 2021             | 磐田             | 4                | J2               | 40               | 6                | -                | -                | 2                | 0                | 42               | 6                |
| 2022             | 磐田             | 11               | J1               | 26               | 3                | 3                | 0                | 1                | 0                | 30               | 3                |
| 2023             | 磐田             | 77               | J2               | 11               | 0                | 3                | 0                | 0                | 0                | 14               | 0                |
| 通算             | 日本             | 日本             | J1               | 192              | 13               | 36               | 6                | 16               | 3                | 244              | 22               |
| 通算             | 日本             | 日本             | J2               | 60               | 7                | 3                | 0                | 3                | 0                | 66               | 7                |
| 通算             | ドイツ           | ドイツ           | ブンデス1部      | 3                | 0                | -                | -                | 1                | 0                | 4                | 0                |
| 通算             | オランダ         | オランダ         | オランダ1部      | 22               | 1                | -                | -                | 1                | 0                | 23               | 1                |
| 通算             | オランダ         | オランダ         | オランダ2部      | 28               | 5                | -                | -                | 3                | 0                | 31               | 5                |
| 総通算           | 総通算           | 総通算           | 総通算           | 305              | 26               | 39               | 6                | 24               | 3                | 368              | 35               |

その他の公式戦
- 2011-2012年
  - レギオナルリーガ（ボルシアMGII） 9試合0得点

| 国際大会個人成績 | 国際大会個人成績 | 国際大会個人成績 | 国際大会個人成績 | 国際大会個人成績 |
| 年度             | クラブ           | 背番号           | 出場             | 得点             |
| AFC              | AFC              | AFC              | ACL              | ACL              |
| ---------------- | ---------------- | ---------------- | ---------------- | ---------------- |
| 2015             | 柏               | 10               | 7                | 0                |
| 2020             | 横浜FM           | 7                | 3                | 0                |
| 通算             | AFC              | AFC              | 10               | 0                |

その他の国際公式戦
- 2015年
  - AFCチャンピオンズリーグ2015 東地区プレーオフ 1試合0得点

### 記録
- Jリーグ初出場 - 2008年3月9日 J1第1節 ジュビロ磐田戦 (日立柏サッカー場)
- 公式戦初得点 - 2009年3月25日 ナビスコカップグループリーグ第1節 FC東京戦 (日立柏サッカー場)
- Jリーグ初得点 - 2009年4月29日 J1第8節 大分トリニータ戦 (日立柏サッカー場)
- ブンデスリーガ初出場 - 2011年10月22日 第10節 TSG1899ホッフェンハイム戦 (ライン・ネッカー・アレーナ)
- エールディヴィジ初出場 - 2012年9月15日 第5節 NECナイメヘン戦 (デ・クール)
- エールディヴィジ初得点 - 2012年12月9日 第16節 フィテッセ戦 (デ・クール)
- 国際Aマッチ初出場 - 2013年2月6日 キリンチャレンジカップ ラトビア戦 (ホームズスタジアム神戸)

## タイトル

### クラブ
成立学園高校
- 全国高等学校サッカー選手権大会東京都大会 : 2005年

柏レイソル
- Jリーグ ディヴィジョン2 : 2010年

横浜F・マリノス
- J1リーグ : 2019年

ジュビロ磐田
- J2リーグ：2021年

## 代表歴

### 出場大会
- U-22日本代表
  - 2011年 - ロンドン五輪・アジア最終予選
- U-23日本代表
  - 2012年 - トゥーロン国際大会、ロンドン五輪
- 日本代表
  - 2013年 - キリンチャレンジカップ

### 試合数
- 国際Aマッチ 2試合 0得点 (2013年)

| 日本代表 | 国際Aマッチ | 国際Aマッチ |
| 年       | 出場        | 得点        |
| -------- | ----------- | ----------- |
| 2013     | 2           | 0           |
| 通算     | 2           | 0           |

### 出場
| No. | 開催日        | 開催都市     | スタジアム                           | 対戦国   | 結果 | 大会                       |
| --- | ------------- | ------------ | ------------------------------------ | -------- | ---- | -------------------------- |
| 1.  | 2013年2月6日  | 神戸         | ホームズスタジアム神戸               | ラトビア | ○3-0 | キリンチャレンジカップ2013 |
| 2.  | 2013年3月22日 | アル・アイン | ハリファインターナショナルスタジアム | カナダ   | ○2-1 | 国際親善試合               |

## 書籍
- 『おーつゆーきです。』（2012年、ワニブックス、ISBN 9784847091179）